# Трифонов, Иван Сергеевич
Иван Сергеевич Трифонов (1924 — 1959) — участник Великой Отечественной войны, гвардии старшина Советской Армии, командир орудия 275-го гвардейского истребительно-противотанкового артиллерийского полка, 4-й отдельной гвардейской истребительно-противотанковой  артиллерийской бригады, 69-й армии, 1-го Белорусского фронта. Полный кавалер Ордена Славы.

## Биография
Родился в 19 января 1924 года в селе Большое Ивановское, Московской области в крестьянской семье. После получения начального образования работал в колхозе.
С 1942 года призван в ряды РККА и  с 1943 года направлен в действующую армию — командир орудия 275-го гвардейского истребительно-противотанкового артиллерийского полка, 4-й отдельной гвардейской истребительно-противотанковой  артиллерийской бригады, 69-й армии, воевал на 1-м Белорусском фронте, участвовал во всех наступательных операциях своего полка и дивизии.
18 июля 1944 года командир орудия гвардии старший сержант И. С. Трифонов при прорыве укреплений противника в районе юго-западнее населённых пунктов Торговище-Дольск (Польша) прямой наводкой уничтожил свыше 10 гитлеровцев, подавил 3 пулемётные точки . За это 30 июля 1944 года Указом Президиума Верховного Совета СССР И. С. Трифонов награждён  Орденом Славы 3-й степени.
26 августа 1944 года гвардии старший сержант И. С. Трифонов с расчётом при отражении контратак противника в районе населённого пункта Гура-Пулавска (Польша) прямой наводкой рассеял и частично уничтожил свыше взвода гитлеровцев, подбил танк, подавил 3 пулемётные точки. 15 октября 1944 года Указом Президиума Верховного Совета СССР И. С. Трифонов  награждён Орденом Славы 2-й степени.
20 января 1945 года гвардии старший сержант И. С. Трифонов при прорыве сильно укреплённой обороны противника в районе населённого пункта Анелин-Пьянкув (Польша) с расчётом огнём из орудия вывел из строя 2 противотанкового орудия, подавил 3 пулемётной точки и уничтожил более 10 солдат и офицеров. 24 марта 1945 года Указом Президиума Верховного Совета СССР И. С. Трифонов награждён Орденом Славы 1-й степени.
В 1947 году старшина И. С. Трифонов демобилизован из Советской армии, работал в колхозе.
Умер 8 октября 1959 года в селе Большое Ивановское, Московской области.

## Награды
- Орден Славы I степени (1945)
- Орден Славы II степени (1944)
- Орден Славы III степени (1944)
- Орден Красного Знамени  (1944)
- Орден Красной Звезды (1944, 1945)
- Медаль «За отвагу» (СССР) (1943)
- Медаль «За победу над Германией в Великой Отечественной войне 1941—1945 гг.»